# مراسو
مراسو (به لاتین: Mrassu) یک رود در روسیه است که در استان کمروو واقع شده‌است.